# 최무영
최무영(1962년 11월 2일 ~)은 삼성 라이온즈에서 뛰었던 전 야구 선수이며 중학교 3학년 때 39개의 도루를  성공시켰다.

## 같이 보기
- 1987년 삼성 라이온즈 시즌